# Ernst Otto Horn
Ernst Otto Horn (* 4. Dezember 1880 in Meißen; † 7. Mai 1945 ebenda) war ein deutscher Numismatiker, Kaufmann, Weinküfer, Weingroßhändler, Königlich Sächsischer Hoflieferant und Kunstsammler aus Meißen. Sein Vater trug ebenfalls den Namen Ernst Otto Horn. Zur besseren Unterscheidung wird heute meist von Otto Horn oder von der Otto-Horn-Sammlung sowie auch von der Sammlung Horn gesprochen. Horn besaß nach Meinung von Experten eine der umfangreichsten Universalsammlungen in Deutschland. Allein die Münzen und Medaillen sowie die historische Siegelsammlung hatte einen Bestand von ca. 65.000 Objekten. Die numismatische Sammlung sorgte für verschiedene juristische Auseinandersetzungen in der Gegenwart.

## Leben und Werk
Otto Horn wurde als einziges Kind seiner Eltern im sächsischen Meißen geboren. Sein Vater betrieb in der Stadt eine Bäckerei und Konditorei, ab 1876 auch eine Weinhandlung. Die Mutter war Teilhaberin des Weingeschäftes und sein Vater durfte bereits 1881 den Titel eines Königlich Sächsischen Hoflieferanten führen. Somit konnte Horn eine finanziell gut abgesicherte Kindheit verleben. Ab 1887 besuchte er die höhere Bürgerschule in Meißen, wechselte aber bereits vier Jahre später zur Realschule mit Progymnasium. Ostern 1896 beendete Horn die Schule mit dem Reifezeugnis. Er begann eine kaufmännische Ausbildung in Dresden und ging danach auf Wanderschaft durch Deutschland, Frankreich, Italien, Österreich und Spanien. Dabei war er bestrebt, sein Wissen über den Weinhandel zu festigen. Er war daher vorwiegend bei Winzern beschäftigt, arbeitete aber auch als Weinküfer.
Horn war oft beeindruckt von den vielen großen Preismedaillen, welche die Winzer für ihre Weine auf internationalen Ausstellungen erhalten hatten. Er entdeckte dabei auch seine Liebe zu reliefartigen Prägungen auf den verschiedensten Metallen und begann mit dem Sammeln. Seine Mutter kümmerte sich seit dem frühen Tod des Vaters um die heimischen Geschäftsbetriebe in Meißen mit viel Geschick. Seinen Militärdienst absolvierte Horn bei den Königlich Sächsischen Schützen als Füsilier. Er diente im Regiment Nr. 108, wurde allerdings nach einer Verletzung vorerst felddienstuntauglich und aus dem Dienst als Reserveoffizier entlassen. Die Mutter hatte die Bäckerei und Konditorei des Vaters inzwischen verpachtet und das Vermögen der Familie durch den Kauf von Grundstücken kontinuierlich erweitert. Der Erwerb von lukrativen Weinberggrundstücken in Meißen trug zusätzlich dazu bei.
In Meißen zurück, begann Horn den Plan für eine Kunstsammlung zu verwirklichen. Die finanziellen Mittel für dieses Vorhaben standen ihm offenbar reichlich zur Verfügung. Die heimischen Geschäfte gingen gut. Er sammelte allerdings ohne erkennbaren Schwerpunkt. In die Sammlung wurden unter anderem Gemälde, Uhren, Plastiken, Grafiken und Münzen aufgenommen. Dabei entstand eine der wohl bedeutendsten privaten Universalsammlungen in Deutschland. Horn engagierte sich auch für seine Heimatstadt. Er wurde ein aktives Mitglied in einigen Vereinen und Vorstandsmitglied des Museumsausschusses in Meißen. Im Jahre 1907 erwarb er als Kaufmann die Bürgerrechte der Stadt Meißen. Erneut konnte Horn nun sein Geschäftsfeld erweitern. Er kaufte eine Likörfabrik, betrieb eine Kelterei und 1908 übernahm er die Kollektion der Königlichen Lotteriedirektion sowie die Königliche Altersrentenbank. Im Jahre 1912 erwarb Horn die Weingaststätte Winkelkrug in Meißen, die wie die Weinstuben in der Elbstraße ein Pächter betrieb. Später übertrug ihm der sächsischen Fiskus die Geschäftsstelle der Königlichen Brandversicherungskammer, Abteilung Mobiliar-Versicherung. Die geschäftlichen Erfolge, aber auch sein erworbenes Fachwissen im Weinanbau verschafften Horn einen guten Ruf in der Öffentlichkeit.
Im Ersten Weltkrieg diente Horn als Leutnant und Adjutant im Ersatz-Bataillon des Infanterie-Regiments Nr. 178 in Kamenz. Seine Mutter, inzwischen selbst Königlich Sächsische Hoflieferantin geworden, übernahm in dieser Zeit erneut die Führung der Geschäfte. Am 15. Oktober 1918 verlieh König Friedrich August III. schließlich auch Horn selbst das Prädikat Hoflieferant Seiner Majestät des Königs. Auch nach dem Ersten Weltkrieg gehörte Horn im öffentlichen Leben zur gehobenen Schicht, seit 1904 besaß er ein Automobil und unternahm viele Reisen nach Marokko, Tunesien und Ägypten. Seine Sammlung baute er weiter aus, allerdings scheinbar ohne konkrete Ziele zu verfolgen. Er sammelte alles, was ihm selten, gut und vor allem teuer erschien. Erst nachdem er Mitglied der Numismatischen Gesellschaft in Dresden geworden war, konzentrierte er sich auf die Numismatik. Zudem erweiterte er auch die schon umfangreiche Sammlung von Gemälden, Grafiken und Fotos, allerdings nun mit Konzentration auf die Heimatstadt Meißen. Anfängliche finanzielle Interessen sowie ein kontinuierlicher Wertzuwachs standen nun nicht mehr im Vordergrund. Es kam zu zahlreichen Schenkungen an die Stadt sowie an den Geschichtsverein Meißen.
Vor und während des Zweiten Weltkrieges positionierte sich Horn nicht politisch. Seine gesamte Aufmerksamkeit widmete er dem Geschäft und seinen Sammlungen. Mit engen Freunden begann er seine Sammlungen zu ordnen und zu katalogisieren. Der Tod seiner Mutter im Jahre 1943 traf ihn hart und er verfasste ein umfangreiches Testament. Eine eigene Familie hatte er bisher nicht gegründet, allerdings lebte er mit seiner Haushälterin schon einige Zeit in einer vergleichbaren eheähnlichen Verbindung. Horn zog sich nun immer mehr zurück, ab und zu half er noch in den von ihm verpachteten Gaststätten aus. Meistens aber verbrachte er den ganzen Tag in seinem Haus und widmete sich den Sammelobjekten. Mit dem nahenden Kriegsende und der Bombardierung Dresdens im Jahre 1945 wuchs unter der Zivilbevölkerung die Angst vor einem Luftangriff auch auf Meißen. Diese Angst muss auch Horn ergriffen haben, er änderte sein Testament nochmals ab.
In seinem Vermächtnis übereignete Ernst Otto Horn einer nach seinen Eltern benannten Stiftung (Otto-und-Emma-Horn-Stiftung) einen Großteil seines Vermögens. Am 7. Mai 1945, in den Tagen des Kriegsendes und der Besetzung durch die Rote Armee, beging er in seinem Haus in Meißen zusammen mit seiner langjährigen Haushälterin Suizid.

## Emma-und-Otto-Horn-Stiftung
In den direkten Nachkriegsjahren kam es in der Sowjetischen Besatzungszone und der Frühzeit der DDR vorerst nicht zur Gründung der von Horn gewollten Stiftung, da erst neue Behördenstrukturen aufgebaut wurden. In dieser Zeit wurden der damalige Stadtrat Kmoch und später Paul Höndorf mit der Nachlassverwaltung beauftragt. Im Testament von Ernst Otto Horn war festgelegt, dass die geplante Stiftung zur Stadtverschönerung von Meißen, zur Unterstützung des Stadtmuseums, aber auch bedürftigen Studenten sowie älteren Bürgern der Stadt dienen sollte.
Im Jahre 1949, also im Gründungsjahr der DDR, gab es mit Helmut Reibig erneut einen neuen Nachlassverwalter. Außerdem gründete die Stadt Meißen ein Kuratorium, um noch zusätzlich eine breite Kontrolle über den Nachlass zu haben. Am 1. Oktober 1951 kam es dann zur Gründung der Otto-und-Emma-Horn-Stiftung durch das damalige Land Sachsen. Da in der DDR existente Stiftungen rechtlich wie Firmen behandelt wurden, mussten Erbschaftssteuern und auch Unternehmenssteuern an das Finanzamt abgeführt werden. Das brachte die junge Stiftung schnell in finanzielle Bedrängnis. Es kam zu Steuerschulden und die sich in der Stiftung befindlichen Immobilien konnten zeitgleich nicht mehr kostendeckend bewirtschaftet werden. Im Jahre 1954 wurde die Stiftung wegen einer Steuerüberschuldung von 590.000 Deutsche Mark (DDR) durch die Stadt Meißen liquidiert. Die Sammlung wurde verstaatlicht.
Gleich nach der politischen Wende in der DDR bemühte man sich in Meißen um eine Wiedererrichtung der Horn-Stiftung und stand im intensiven Kontakt mit der Stiftungsaufsicht des Landes Sachsen. Es folgten Jahre mit juristischen Auseinandersetzungen. Im Herbst des Jahres 1997 kam es zur Wiederbelebung der Stiftung. Die Gerichte hatten inzwischen klargestellt, dass die Stadt Meißen im Jahre 1954 nicht dazu berechtigt war, die damals bestehende Stiftung zu liquidieren. Zuständig wäre damals das Land Sachsen gewesen. Man stellte 1998 und 2002 weiterhin fest, dass somit die Stiftung nie rechtmäßig liquidiert wurde und daher weiter existierte. Auch die Stadt Meißen hatte demnach keine Rechte mehr einzufordern. Daraufhin wurden nun erneut Ansprüche von der aus rechtlicher Sicht noch bestehenden Horn-Stiftung an der Universalsammlung, an Immobilien sowie an anderen Vermögenswerten aus dem Horn-Erbe erhoben.
Zum ersten Stiftungsverwalter der Nachwendezeit wurde 1998 der Stadtkämmerer Alexander Thomas berufen, der die ersten Schritte zur Rückgabe der Stiftungsimmobilien durch die Stadt Meißen einleitete. Einige Grundstücke und Immobilien wurden im Jahre 2000 grundbuchrechtlich in die Stiftung rücküberführt. Einige blieben strittig, da sie sich inzwischen im Besitz des Bundes befanden. Ab Februar 2000 übernahm dann Tom Lauerwald die Stiftungsverwaltung. Es ging nun darum, die Sicherung der Hornschen Sammlung sowie weiterer Vermögenswerte voranzubringen, um eine zumindest eingeschränkte Handlungsfähigkeit zu besitzen. Nach einer erneuten Klage wurde das Verfahren erst im Jahre 2007 vor dem Verwaltungsgericht Dresden eröffnet.
Im Urteil wurden zunächst die Grundstücke, die sich im Besitz des Bundes befanden, finanziell entschädigt. Im Streit um die Münzen- und Medaillensammlung und weitere Objekten aus der Sammlung kam es zum Vergleich. Zudem wurde ein Vertrag mit dem Freistaat Sachsen abgeschlossen. Er regelte eine teilweise Münzübernahme durch das Münzkabinett Dresden und die Zahlung von 500.000 Euro in einer Ratenzahlung bis 2014. Weitere Münzen sollten in Auktionen versteigert und der erzielte Erlös an die Stiftung übergeben werden. Somit war nun eine Stiftungsarbeit möglich. Heute fördert die Stiftung finanziell entsprechend dem Testament von Horn verschiedene Projekte, besonders in den Themenbereichen Denkmalpflege und Denkmalschutz, Erziehung, Bildung, Altenhilfe und Kultur (z. B. die Herausgabe der lokalhistorischen Jahrbuchs Monumenta Misnensia).

Geschäft, Werbeanzeige und Wohnort von Otto Horn
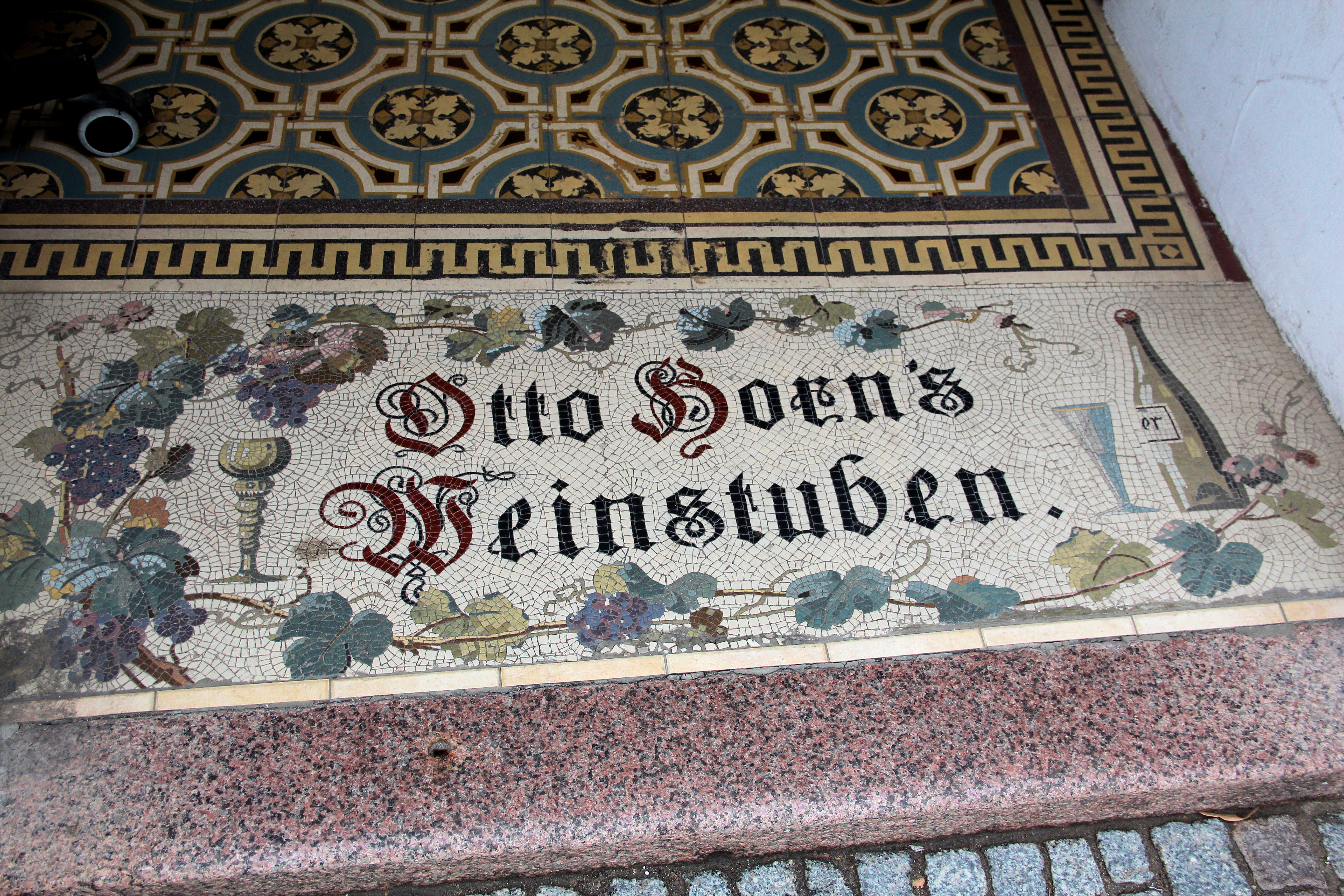
Steinmosaik am ehemaligen Geschäftshaus in Meißen, Elbstraße 10
Werbeanzeige von Otto Horn im Adressbuch Meißen von 1912
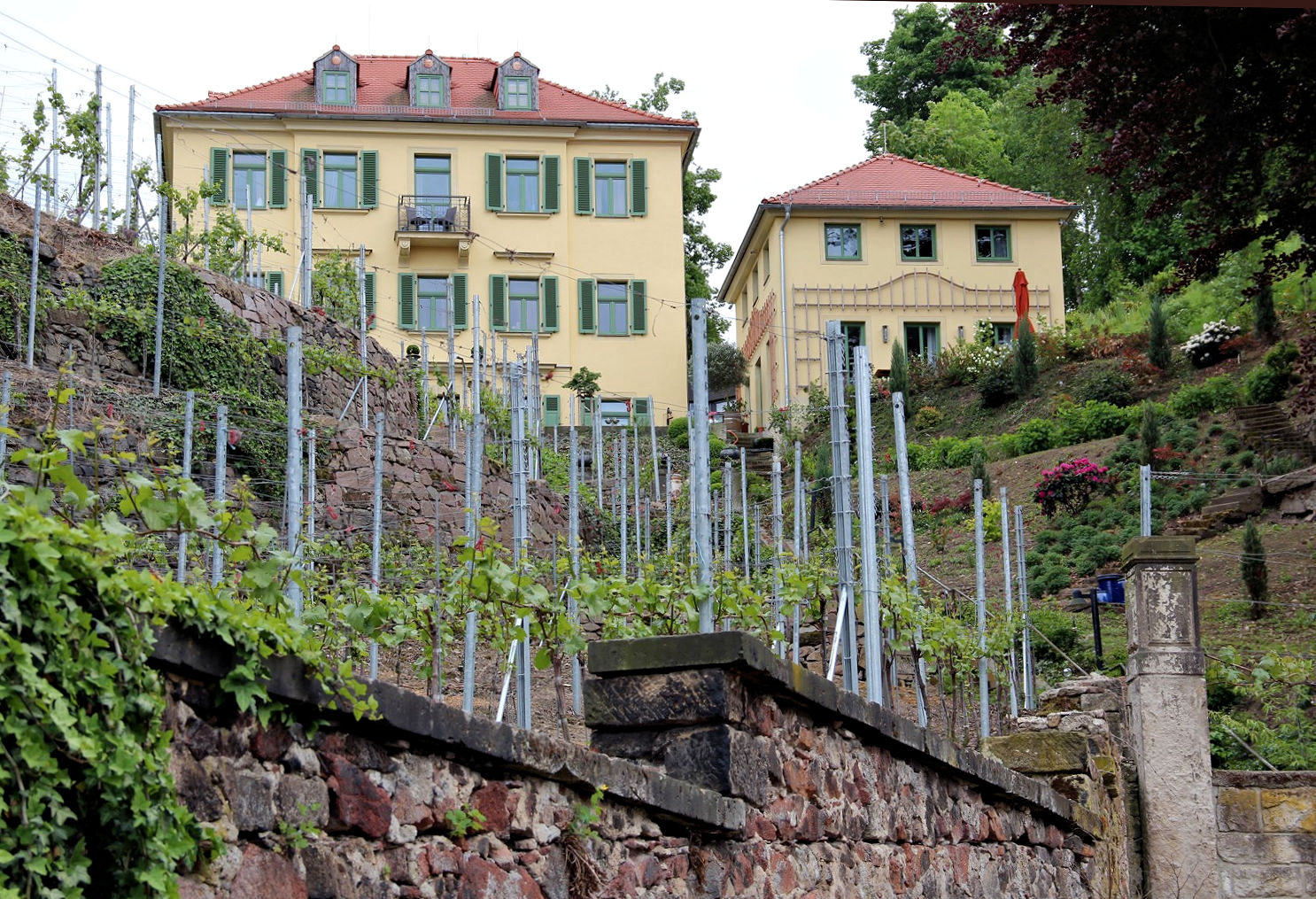
Ehemaliges Wohnhaus von Otto Horn in Meißen am Plossenweg 4

## Die Sammlung Horn
- Die umfangreiche Sammlung von Gemälden, Grafiken, Möbeln, Skulpturen, Uhren, Zinnobjekten und Fotografien, darunter auch verschiedene historische Bücher über die Stadt Meißen sowie numismatische Literatur, ist nach dem Tod von Horn weitgehend im Stadtarchiv und im Stadtmuseum von Meißen aufgegangen. Einige Exponate sind heute fester Bestandteil einer Dauerausstellung im Stadtmuseum Meißen. Weitere Objekte blieben im direkten Besitz der Stiftung und wurden auf Auktionen versteigert, so auch 89 spätgotische Figuren im Jahre 2015 und Teile der Uhrensammlung im Jahre 2016.[7][8]
- Die Münzsammlung Horn gibt es heute nicht mehr im ursprünglichen Umfang mit geschätzten 65.000 Exemplaren. Der größte zusammenhängende Teil befindet sich im Münzkabinett Dresden. Die Münzsammlung kam nach der Liquidierung der Horn-Stiftung im Jahre 1954 zunächst als vertraglich abgesicherte Leihgabe in das Münzkabinett Berlin. Dort sollte die Sammlung wissenschaftlich aufgearbeitet und katalogisiert werden. Dazu kam es nicht. Als dann die eigene Münzsammlung vom Berliner Münzkabinett aus der Sowjetunion zurückkam, ging die Sammlung 1963 an das Münzkabinett Dresden. Wieder gab es einen Leihvertrag mit der Stadt Meißen. Auch in Dresden sollte die Münzsammlung wissenschaftlich geordnet und katalogisiert werden. In den 1980er Jahren bemühte sich die Stadt Meißen um eine sofortige Rückführung der Sammlung aus Dresden. Das Münzkabinett Dresden lehnte das damals ab. Auch weitere Versuche, die Münzsammlung zurückzuführen, scheiterten am Widerstand des Münzkabinetts Dresden. Auch nach 1990 bemühte sich die Stadt Meißen erfolglos um eine Rückführung der Münzsammlung. Es kam zum Rechtsstreit und im Urteil von 1998 sprach man der Stadt Meißen jeden Anspruch an der Münzsammlung Horn ab. Nur die Horn-Stiftung allein hatte demnach Anspruch darauf. Eine vollständige Erfassung der Sammlung war bis 1945 durch Horn nicht erfolgt. Es kam aber nach 1945 zu einer unbekannten Anzahl von Nachkriegsverlusten, die mit Auslagerungen, Plünderungen und Nachkriegswirren erklärt werden. Zudem befinden sich noch einige Exemplare im Stadtarchiv Meißen. Eine unbekannte Anzahl diente als Entlohnung von Personen für beauftragte Leistungen der damaligen Nachlassverwaltung. Außerdem sind 400 Medaillen und Schaumünzen, die man nach Ende des Zweiten Weltkrieges in der Jauchegrube vom Wohnhaus Horn geborgen hatte, spurlos verschwunden. Das Münzkabinett Dresden konnte aus dem erfassten Gesamtbestand von 46.042 Exemplaren (Stand Februar 2014) noch 10.554 bedeutsame Stücke erwerben. Die Siegelsammlung wurde auf ungefähr 6.000 Objekte geschätzt. Münzen und Medaillen aus der Sammlung Horn wurden von 2014 bis 2016 in vier Auktionen vom Auktionshaus Künker versteigert.[9][10]

## Gedenken und Grabstätte
Bisher kam es zu keiner größeren Ehrung für Ernst Otto Horn. Im Stadtmuseum Meißen gibt es in der Dauerausstellung verschiedene Exponate aus der ehemaligen Horn-Sammlung zu sehen und etwas zur Person zu erfahren. Die Familiengrabstätte Horn blieb erhalten und befindet sich auf dem südwestlichen Teil des Frauenkirchfriedhofs am Krematorium Meißen. Dort wurde auch die Urne mit den sterblichen Überresten von Ernst Otto Horn am 19. November 1945 beigesetzt. Die Grabanlage Horn befand sich jahrzehntelang in einem verwahrlosten Zustand: Der alte Grabstein seines Vaters (auch Ernst Otto Horn sen.) lehnte nur noch an der Friedhofsmauer, die Wandtafel mit der Inschrift „Familie Horn“ war inzwischen nicht mehr sichtbar, vollkommen verschmutzt sowie von wilden Kletterpflanzen überwuchert.
Als die Horn-Sammlung wieder in das Interesse der Öffentlichkeit gerückt war und man viele Exponate daraus versteigerte, kehrte besonders bei Numismatikern das Interesse an der erhaltenen Grabstätte zurück. Es gab öffentliche Kritik am Zustand der Grabanlage. Die Stadt Meißen und die Emma-und-Otto-Horn-Stiftung sahen sich aber nicht als Ansprechpartner für eine dauerhafte Grabpflege an. Im September 2017 kam es zu einer Initiative von Journalisten und Numismatikern, die auch das Krematorium Meißen aktiv unterstützte. Die Grabanlage wurde damals hergerichtet und eine Herbstbepflanzung vorgenommen. Weiterhin bemühten sich beide Gruppen um eine Vermittlung sowie eine dauerhafte Lösung des Problems der künftigen Grabpflege, dazu gab es auch Spendenaufrufe im Ausland. Dies gelang jedoch nicht und auch die Vermittlungsversuche eines Auktionshauses scheiterten. Im Juli 2018 befand sich die Grabanlage erneut im verwahrlosten Zustand. Im Herbst 2018 gab es nochmals gärtnerische Hilfe vom Krematorium Meißen. Inzwischen besteht wieder neue Hoffnung, denn von verschiedenen Seiten wurde Hilfe für 2019 angeboten. Aktuell befindet sich die Grabstätte in einem würdigen Zustand und wird von der zuständigen Friedhofsverwaltung gepflegt.

Wechselnder Zustand der Grabanlage der Familie Horn
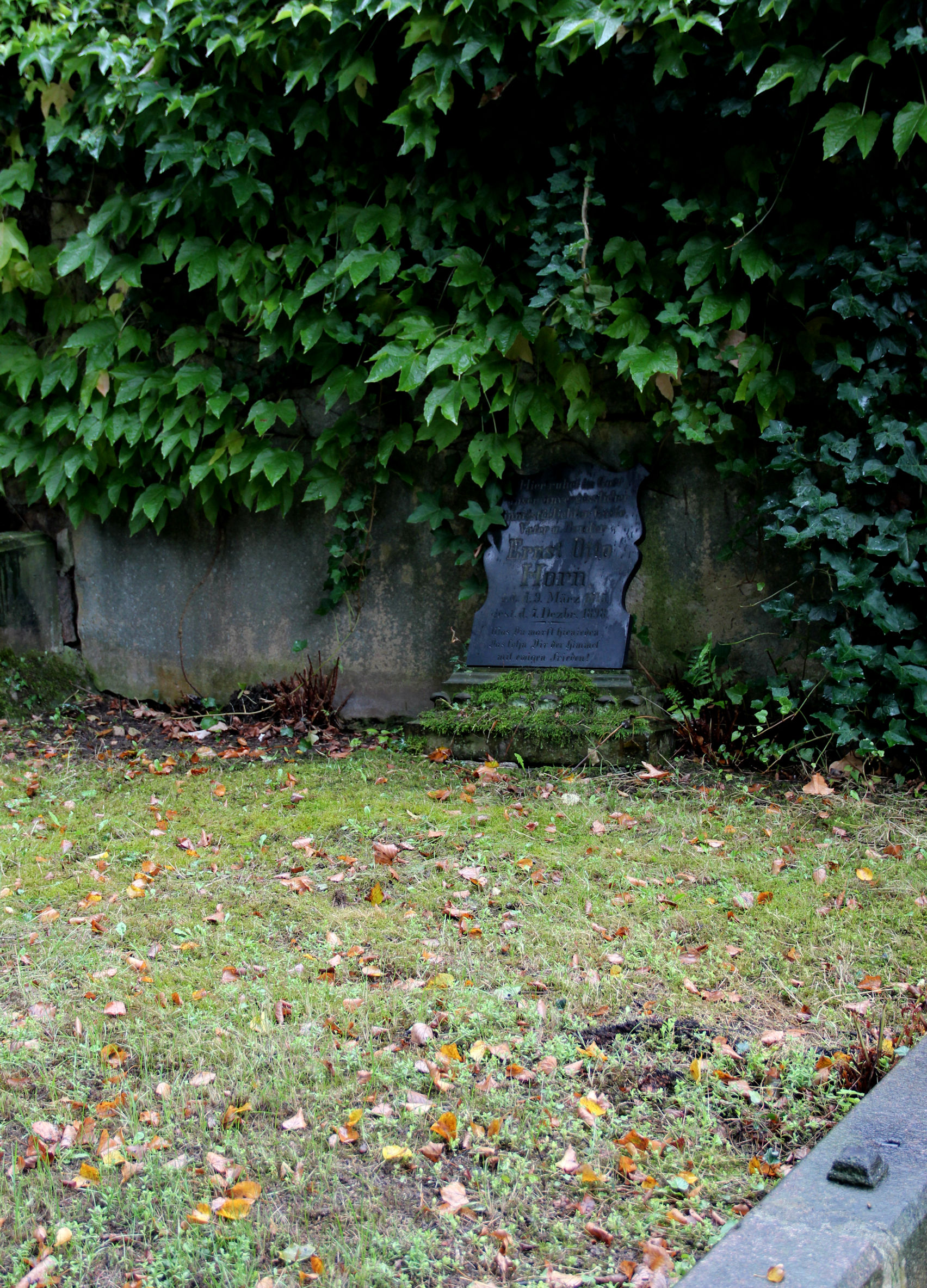
Grabzustand der Familie Horn bis September 2017
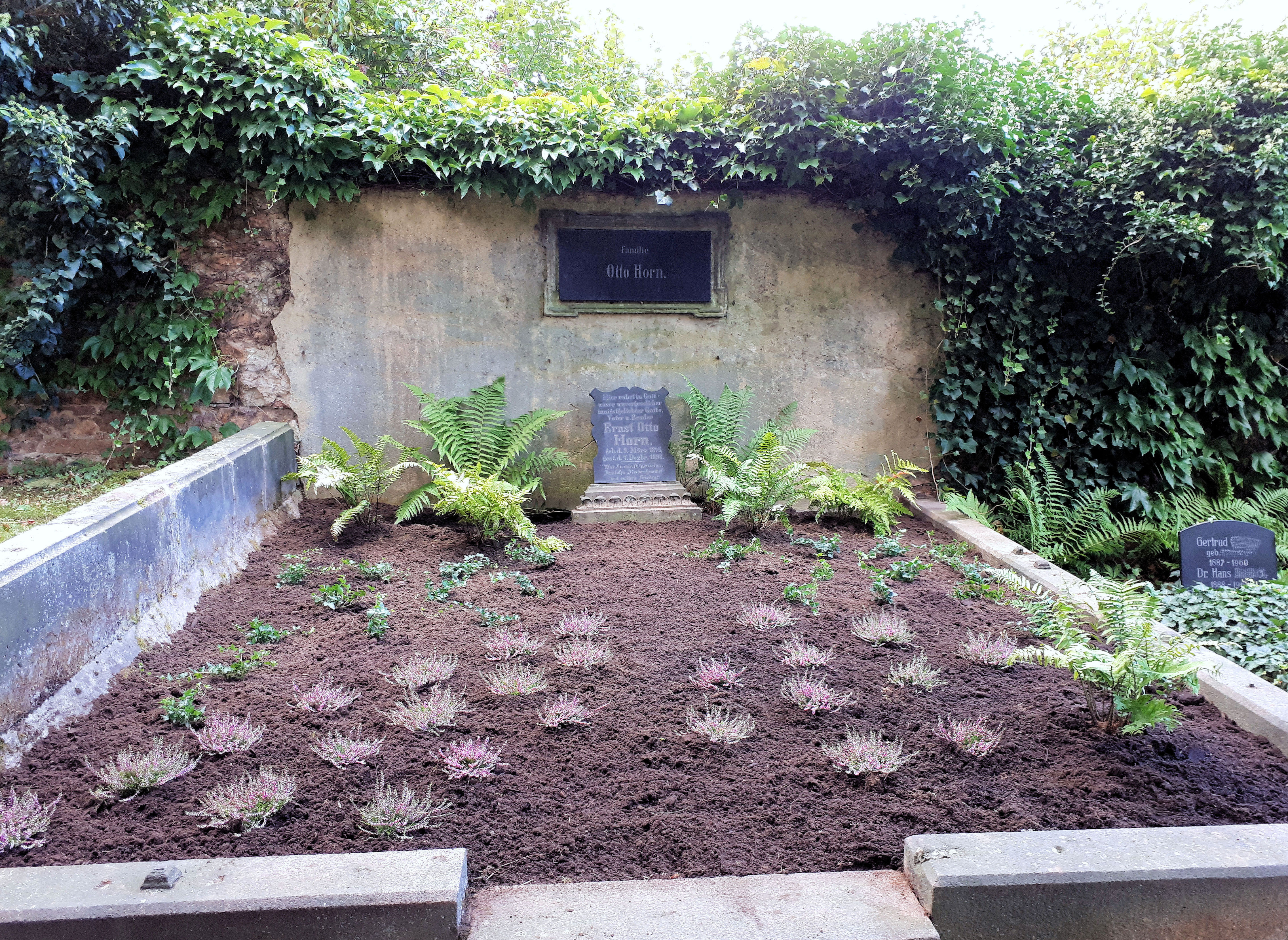
Grabzustand der Familie Horn nach Reinigung und Bepflanzung im September 2017
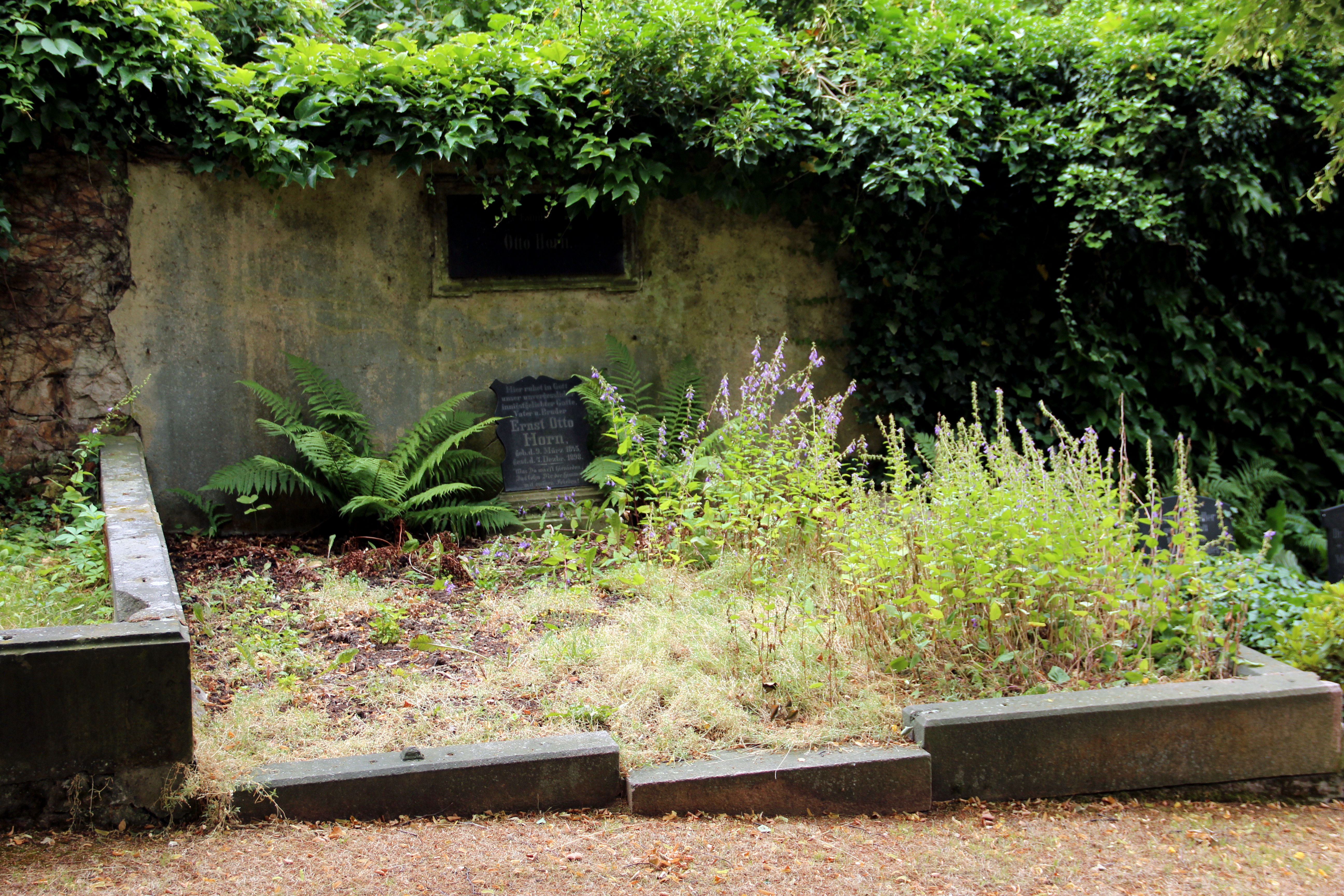
Erneut ungepflegter Grabzustand der Familie Horn im Juli 2018
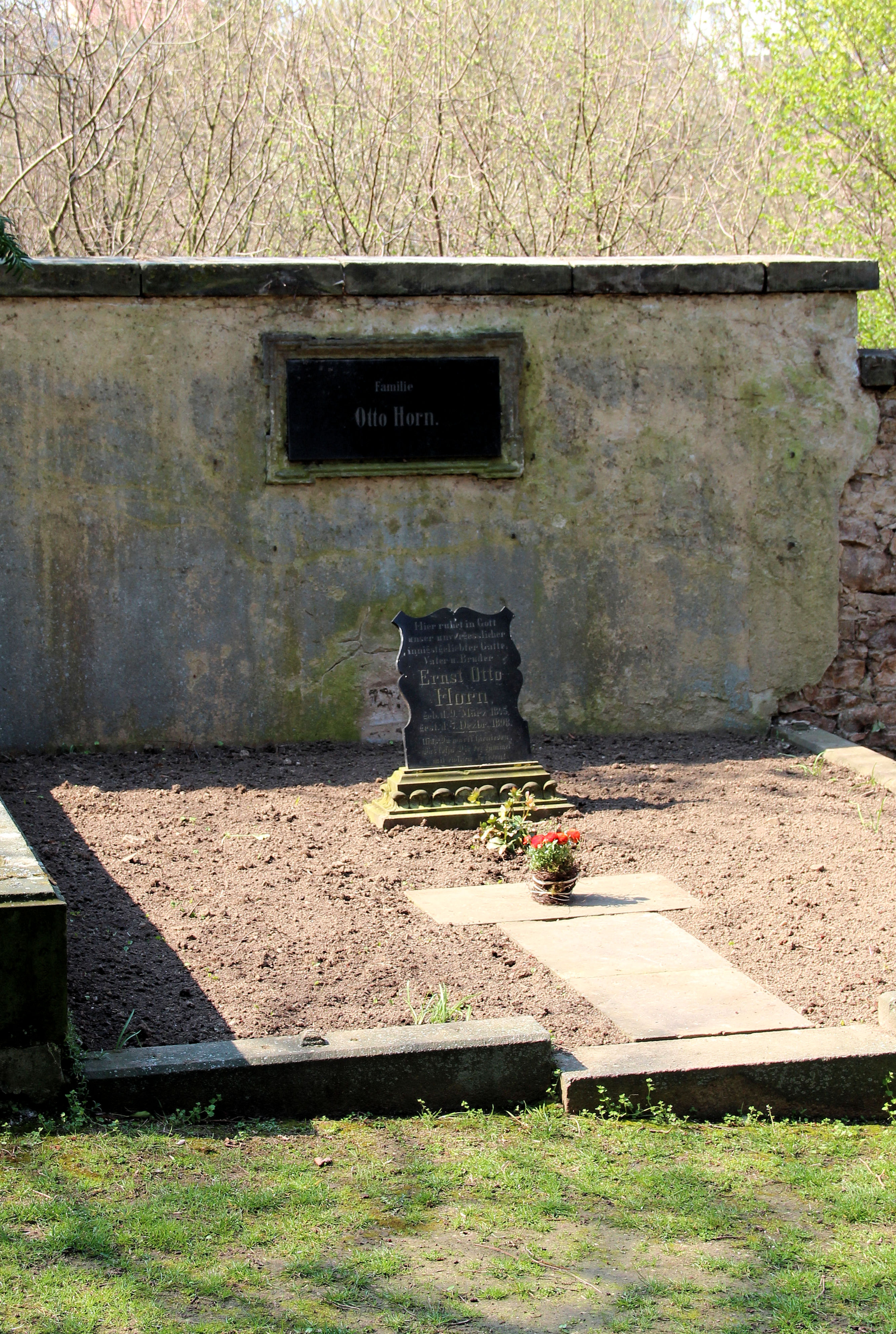
Gepflegter Grabzustand der Familie Horn im April 2019
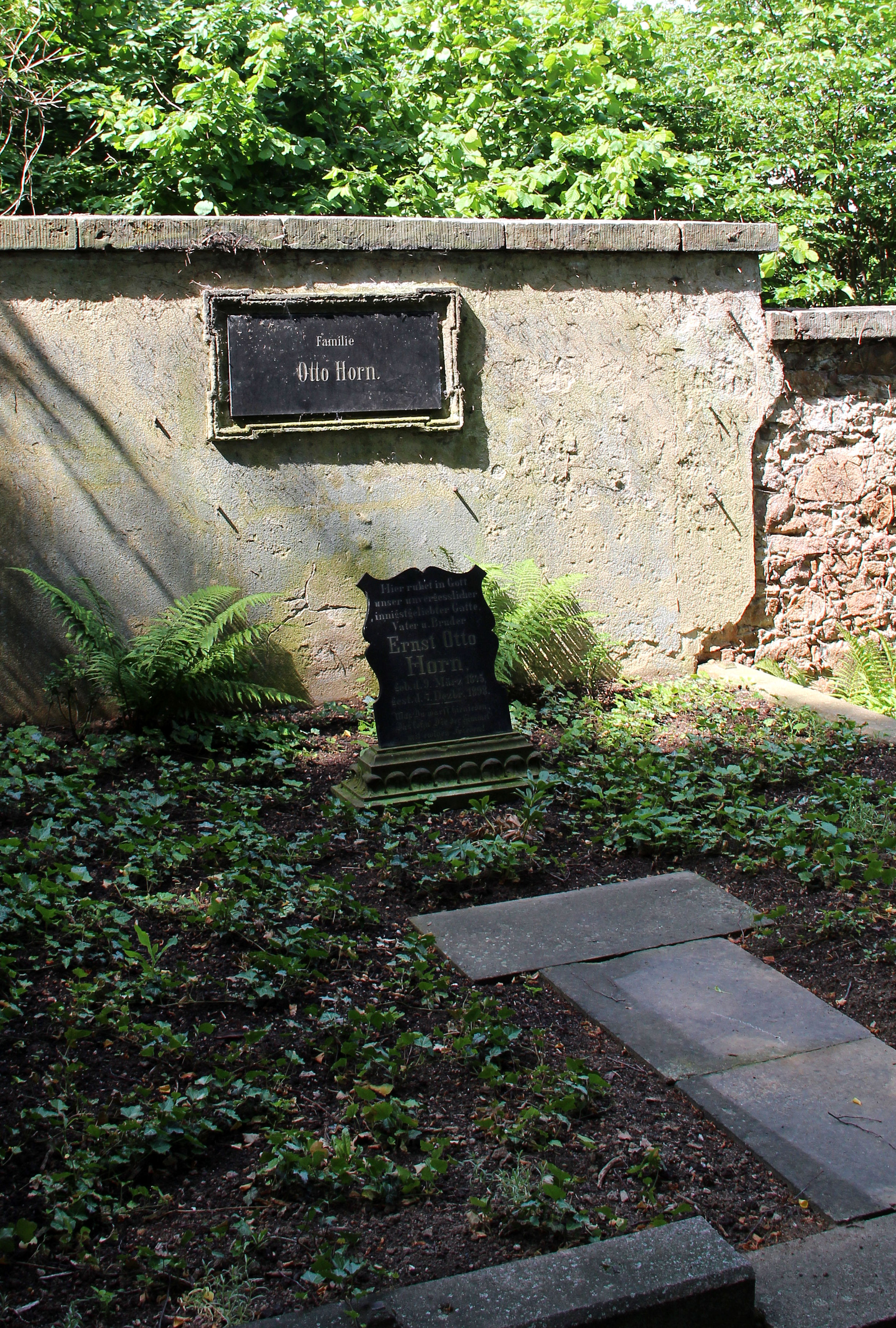
Ein gepflegter Grabzustand im Juni 2019

## Schriften
- Die Münzen und Medaillen aus der staatlichen Porzellan-Manufactur zu Meissen. Hiersemann, Meißen 1923.
- Weitere diverse Manuskripte über seine Münzen und Medaillensammlung, seine Sammlung von historischen Siegeln und über seine Reisen nach Afrika, erschienen in kleiner Auflage bis 1945 in Meißen.